# Virtuelne organizacije
Virtuelne organizacije su geografski razmeštene organizacije koje su povezane zajedničkim interesima, a sarađuju kroz međusobno nezavisne radne zadatke, kroz prostor i vreme, kao i kroz organizacione granice, uz pomoć informacionih i telekomunikacionih tehnologija.
Vrste virtuelnih organizacija:
- engl.  - rad zaposlenog na daljinu. Lokacija radnog mesta može biti:
  - kod kuće gde zaposleni upravljaju dinamikom rada i radnim vremenom
  - engl.  - kancelarije udaljene od sedišta organizacije, zaposleni dele radni prostor, smanjuju vreme i troškove komunikacije
  - engl.  - primenjuje se kod trgovačkih putnika
  - engl.  – kancelarija u kojoj se deli prostor sa zaposlenima iz drugih organizacija

- VIRTUELNE KANCELARIJE
  - engl.  - zaposlenom se svakog dana daje drugi sto
  - engl.  - zaposleni veći deo radnog vremena provode kod klijenta koristeći njegovu opremu i resurse
  - engl.  - radni prostor se dodeljuje po principu “engl. first come – first serve”

- VIRTUELNI TIMOVI

Nastavljajući evoluciju elektronske pošte dodavanjem adresara, mogućnosti prilaganja dokumenata, brzih veza i transporta multimedijalnih sadržaja u programe za čitanje elektronske pošte usavršeni su novi načini komuniciranja. Krajem prošlog veka Internet je podržavao aplikacije poput – elektronkse pošte (uključujući i engl. attachment-e), engl. Web, uključujući njegovo pretraživanje i elektronsku trgovinu, trenutnu razmenu poruka sa „kontakt listama“ koju razvija engl. ICQ (priključili su mu se i drugi mesindžeri poput engl. MSN-a, engl. Yahoo messenger-a) i razmenu MP3 datoteka. 
Sve je ovo omogućilo nastajanje organizacije koja:
- Omogućava angažovanje najboljih stručnjaka bez obzira na geografsku udaljenost
- Lakše odgovara na promenljive zateve tržišta
- Obezbeđuje konkurentnost izmenu različitih privrednih jedinica
- Povećava produktivnost, fleksibilnost pri radu i produktivnost
- Radni dan u ovakvoj organizaciji može da traje 24 časa